# Por Causa de Você
"Por Causa de Você" é um single da cantora de música pop brasileira Kelly Key, presente em seu primeiro álbum ao vivo, Kelly Key - Ao Vivo. Lançada oficialmente em 9 de janeiro de 2004, a canção já havia sido gravada para o álbum Do Meu Jeito, porém não havia sido trabalhada oficialmente, deixando para o álbum Kelly Key - Ao Vivo o lançamento como single.

## Composição e desenvolvimento
Composta pelo compositor Andinho, a canção explora o tema da mulher sofrendo de relacionamento abusivo: "Por causa de você / Não posso mais entrar em casa / Por causa de você / Perdi minha liberdade / Te entreguei minha vida / Só fiz tua vontade". A primeira versão da canção, presente no álbum Do Meu Jeito, foi gravada em estúdio e produzida pelo DJ Cuca, explorando o pop e o R&B, sendo que a versão ao vivo, lançada como single, foi gravada durante o show da cantora na casa de espetáculos Canecão, explorando o pop e bubblegum pop, além de ser encurtado em torno de 30 segundos da versão ao vivo.

## Divulação e Desempenho
A canção foi divulgada primeiramente no Programa da Hebe, da apresentadora Hebe Camargo, em 27 de dezembro de 2003, antes de ser lançado oficialmente. Em 9 de janeiro foi lançada às rádios como Jovem Pan, Mix FM e Dumont FM, onde alcançou boas posições em poucas semanas de lançamento. A divulgação do single passou por programas de televisão como Caldeirão do Huck, Domingão do Faustão e Domingo Legal, além de outros programas de rádio. 

## Recepção e Crítica
A canção recebeu críticas positivas. A Folha de S.Paulo classificou posivitamente o novo trabalho, dizendo que o álbum é "leve e ao mesmo tempo prende a atenção", além de "diferente de tudo feito pela cantora" e que Kelly Key tem um grande domínio sob o público. O jornalista Marcos Paulo Bin, do site Universo Musical disse que na crise anual do mercado fonográfico é muito difícil vender bem e ter uma carreira estável, mas que Kelly Key consegue retornar cada centavo gasto com as produções de seus álbuns e disse que o novo single "atende plenamente ao desejo do público".

## Videoclipe
Gravado em 27 de julho de 2003, junto com o primeiro DVD e álbum ao vivo de Kelly Key que viria a ser lançado apenas em 2004, o videoclipe do single foi produzido pela Academia de Filmes e dirigido por Karina Ades, uma das maiores diretoras de videoclipes brasileira, vencedora do MTV Video Music Brasil. Rodado no Canecão, o vídeo ao vivo mostra a cantora cantando para o público a história da garota submissa ao namorado machista que a faz largar toda a vida e depois a abandona.